# Scheleton la Jocurile Olimpice
Probele de scheleton au fost incluse în programul olimpic la Jocurile Olimpice de iarnă din 1928 și la ediție din 1948, ambele la St. Moritz, apoi, începând cu ediția din 2002 de la Salt Lake City.

## Clasament pe medalii
Actualizat după Jocurile Olimpice de iarnă din 2014.
| Loc   | Țară                             | Aur | Argint | Bronz | Total |
| ----- | -------------------------------- | --- | ------ | ----- | ----- |
| 1     | Statele Unite ale Americii (USA) | 3   | 4      | 1     | 8     |
| 2     | Marea Britanie (GBR)             | 2   | 1      | 3     | 6     |
| 3     | Canada (CAN)                     | 2   | 1      | 1     | 4     |
| 4     | Rusia (RUS)                      | 1   | 0      | 2     | 3     |
| 4     | Elveția (SUI)                    | 1   | 0      | 2     | 3     |
| 6     | Italia (ITA)                     | 1   | 0      | 0     | 1     |
| 7     | Letonia (LAT)                    | 0   | 2      | 0     | 2     |
| 8     | Germania (GER)                   | 0   | 1      | 1     | 2     |
| 9     | Austria (AUT)                    | 0   | 1      | 0     | 1     |
| Total | Total                            | 10  | 10     | 10    | 30    |

## Sportivii cei mai medaliați
| Sportiv             | Țară  | Ediții     | Aur | Argint | Bronz | Total |
| Aleksandr Tretiakov | Rusia | 2010, 2014 | 1   | 0      | 1     | 2     |